# Irazepin
Irazepin (Ro 7-1986/1) je benzodiazepinski derivat koji sadrži izotiocijanatnu funkcionalnu grupu. On je nekompetitivni antagonist benzodiazepinskog mesta vezivanja. Irazepin i drugi alkilirajući benzodiazepin, kenazepin, se vezuju za moždane benzodiazepinske receptore u nekompetitivnom (kovalentnom) maniru in vitro, i mogu da imaju dugotrajni antikonvulsivni efekat.